# Göttinger Friedenspreis
Der Göttinger Friedenspreis ist ein seit 1999 jährlich verliehener Preis zur Förderung der Konflikt- und Friedensforschung.

## Geschichte
Die Stiftung wurde von dem Wirtschaftsjournalisten Roland Röhl initiiert, der 1997 an Krebs starb. Verliehen wird er von der Stiftung „Dr. Roland Röhl“, die Röhl testamentarisch verfügt hatte.
Der Preis ist mit einer Geldprämie dotiert, seit 2022 mit 10.000 Euro.

## Preisträger
- 1999: Dieter Senghaas
- 2000: Gruppe IANUS (Egbert Kankeleit)
- 2001: Elisabeth Niemann
- 2002: Hans Küng
- 2003: Gesellschaft für bedrohte Völker
- 2004: Benedikt Lindemann
- 2005: Forum Ziviler Friedensdienst
- 2006: Internationale Gärten Göttingen und Stiftung Interkultur
- 2007: Bürgerinitiative Freie Heide
- 2008: Egon Bahr
- 2009: Andreas Zumach
- 2010: Pro Asyl
- 2011: Ohne Rüstung Leben und Fachgruppe Rüstungsexporte der GKKE
- 2012: Wilhelm Heitmeyer
- 2013: Andreas Buro
- 2014: Institut für Friedenspädagogik Tübingen
- 2015: Irmela Mensah-Schramm
- 2016: Rockmusik für Demokratie und Toleranz, Jamel und Freie Theatergruppe „boat people projekt“, Göttingen
- 2017: Reporter ohne Grenzen und Saiedet Souria
- 2018: Konstantin Wecker und die Redaktion der Zeitschrift Wissenschaft & Frieden[1][2]
- 2019: Verein Jüdische Stimme für gerechten Frieden in Nahost (Von Rolf-Georg Köhler wurde empfohlen, den Preis zunächst auszusetzen[3])
- 2020: Verein AMICA, Freiburg
- 2021: Mechthild Thürmer, Thomas Spies und das Bündnis Seebrücke[4]
- 2022: Musik für den Frieden – Музыка ради Mира
- 2023: Hanne-Margret Birckenbach
- 2024: Angela Kane
- 2025: Frank von Hippel

## Kontroverse Preisverleihungen
Die Preisverleihung 2022 fand am 11. September in der Berliner Kaiser-Wilhelm-Gedächtniskirche statt.  Wegen der Aussetzung der Preisverleihungsfeier in Göttingen erklärten am 19. Juni 2022 die für die Preisverleihung bestellten Jurymitglieder ihren Rücktritt. 
Die Juryentscheidung für die Preisträger 2019 wurde öffentlich teils stark kritisiert und auch innerhalb der Stiftung unterschiedlich bewertet. Da die Stiftungsleitung zu der Wahl ihrer Jury stand, nahmen die institutionellen Mitglieder an der Preisverleihungsfeier nicht teil. Die Preisverleihung fand trotzdem statt und erreichte eine für den Preis ungewöhnlich hohe Medienaufmerksamkeit.